# Burhan Ghaljun
Burhan Ghaljun (ar. برهان غليون, ur. 11 lutego 1945 w Himsie) – syryjski profesor socjologii i działacz polityczny. Pierwszy przewodniczący Narodowej Rady Syryjskiej (od 29 sierpnia 2011 do 10 czerwca 2012), skupiającej wówczas siły opozycyjne wobec władzy prezydenta Baszszara al-Asada, w czasie trwającej od 2011 wojny domowej.

## Życiorys
Burhan Ghaljun urodził się 11 lutego 1945 w Himsie, w rodzinie sunnickiej. Studiował socjologię i filozofię na Uniwersytecie Damasceńskim. W 1969 przeniósł się do Paryża, gdzie otrzymał doktorat z nauk społecznych na Uniwersytecie Vincennes Saint Denis i doktorat z nauk humanistycznych na Sorbonie.
Był przeciwnikiem prezydentury Hafiza al-Asada i pod koniec lat 70. XX wieku wydał „Manifest na rzecz demokracji”. Opierał się na tradycjach europejskiego oświecenia, krytykował arabskie systemy polityczne, które według niego wrogo odnosiły się do społeczeństw. Zauważył potrzebę wprowadzania reform demokratycznych.
W latach 80. XX wieku był jednym z czołowych postaci syryjskiej opozycji. Był publicznym krytykiem prezydenta Asada oraz zwolennikiem niepodległej Palestyny. W 1983 założył Arabską Organizację na rzecz Praw Człowieka. Przeciwnik syna Hafiza al-Asada, Baszara al-Assada, który w 2000 zastąpił na stanowisku prezydenta Syrii swojego ojca.
Po 32-letnim pobycie w Paryżu, który poświęcił pracy akademickiej, w 2005 powrócił do działalności politycznej. Przystąpił do Deklaracji z Damaszku, jednoczącej partie, organizacje i działaczy na rzecz demokratycznych reform i przestrzegania praw człowieka w Syrii. Twierdził, że syryjskie grupy opozycyjne powinny unikać sojuszy z zachodnimi państwami przeciwko reżimowi, żeby nie być od nikogo uzależnionym.
Po wybuchu protestów przeciwko władzy prezydenta Baszszara al-Asada, w marcu 2011, zaangażował się w działalność na rzecz powstańców. Wobec zaostrzania się konfliktu wewnętrznego z każdym tygodniem, opozycja widziała potrzebę zjednoczenia sił – wzorem dla syryjskiego politycznego ciała opozycyjnego była Libijska Rada Tymczasowa, która w 2011 obaliła Muammara al-Kaddafiego. W sierpniu 2011 do Turcji przybyli przedstawiciele syryjskiej opozycji i po negocjacjach, które odbyły się 23 sierpnia 2011 w Stambule, powołano Narodową Radę Syryjską (NRS). Ghaljun 29 sierpnia 2011 został powołany na stanowisko przewodniczącego tej organizacji.
Był krytykowany za brak podejmowania odważnych decyzji, gdyż początkowo sprzeciwiał się militaryzacji konfliktu, a opowiadał się wyłącznie za dyplomatycznym rozwiązaniem wojny. Sympatyzował też z Braćmi Muzułmańskimi.
W lutym oraz maju 2012 jego mandat na stanowisku przewodniczącego Narodowej Rady Syryjskiej został przedłużony o trzy miesiące. Za rządów Ghaljuna, NRS uległa wewnętrznym podziałom. Gdy jego pozycja ulegała zagrożeniu, poparł dostawy broni dla Wolnej Armii Syrii. Gdy Lokalne Komitety Koordynacyjne zagroziły opuszczeniem NRS, 17 maja 2012 Ghaljun podał się do dymisji. Jego następcą został Abd al-Bassit Sajda, który objął stanowisko 10 czerwca 2012.
W okresie swoich rządów, przez cały czas przebywał w Turcji. Syrię po raz pierwszy od czasu wybuchu wojny odwiedził 19 czerwca 2012, spotkał się wówczas z rebeliantami i aktywistami.
Ghaljun unikał porównań jego poglądów politycznych do naseryzmu, islamizmu, komunizmu. Jako zwolennik demokracji traktował ją jako „panaceum dla świata arabskiego”.